# Hofsjökull

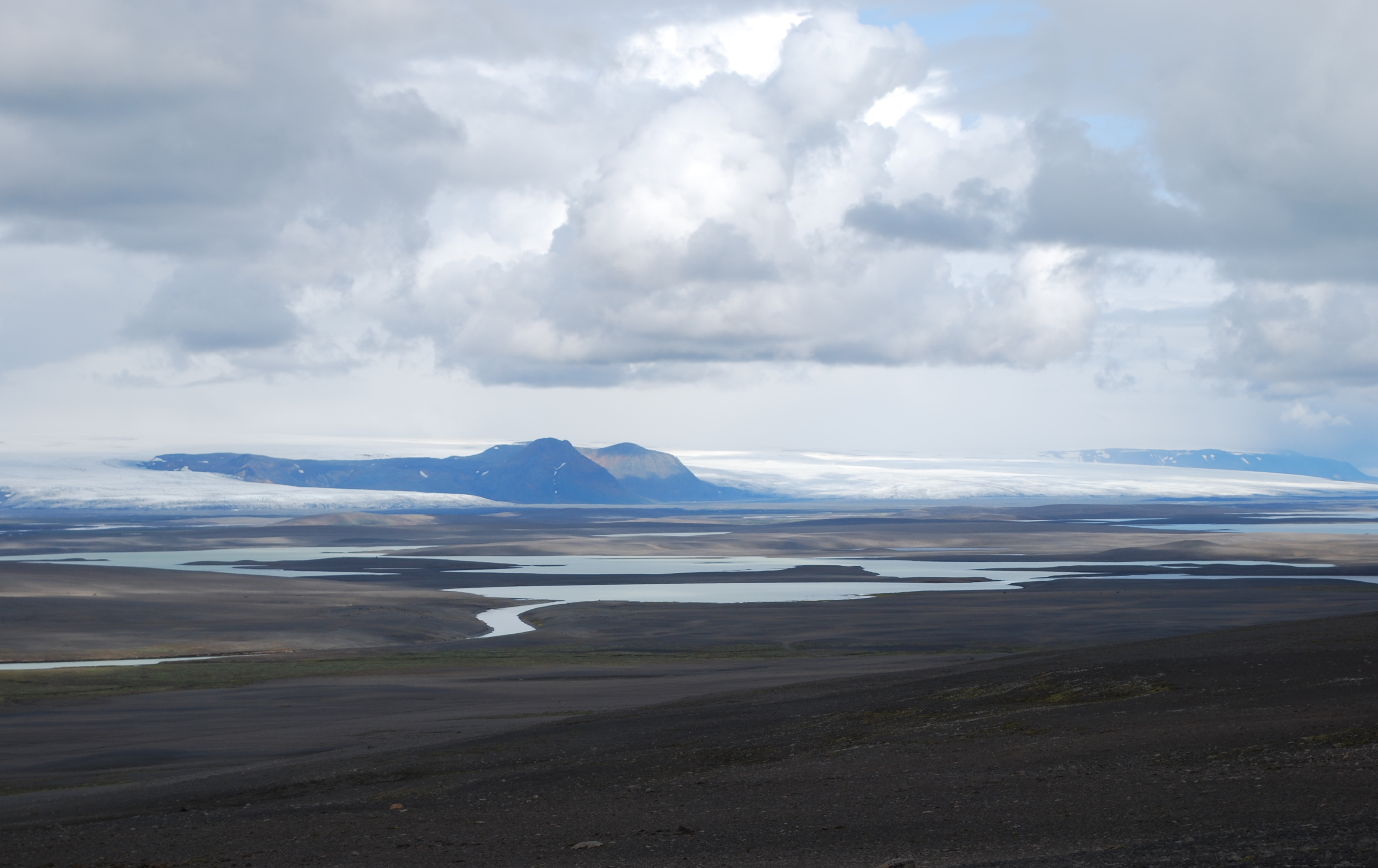
Hofsjökull, 2009

Hofsjökull wymowaⓘ – trzeci pod względem wielkości lodowiec Islandii o powierzchni 925 km². Ma charakterystyczny, niemalże idealnie kolisty kształt. Jego maksymalna wysokość to 1765 m n.p.m. 

## Nazwa
Nazwa Hofsjökull to połączenie słów hof (pol. gospodarstwo) i jökull (pol. lodowiec); pochodzi od gospodarstwa w Vesturdalur (Skagafjörður) na północ od lodowca. Nazwa Hofsjökull stosowana była przez ludność z Norðurland, natomiast ludność z Suðurland nazywała lodowiec Arnarfellsjökull. Arnarfellsjökull to historyczna nazwa lodowca.

## Opis
Hofsjökull znajduje się w środkowej Islandii. Zajmuje powierzchnię 925 km² i jest trzecim pod względem wielkości lodowcem Islandii, po Vatnajökull i Langjökull . 
Ma formę czapy lodowej i charakterystyczny, niemalże idealnie kolisty kształt o średnicy ok. 25 km. Osiąga maksymalną wysokość 1765 m n.p.m. Z głównej czapy lodowej spływają liczne lodowce wyprowadzające we wszystkich kierunkach. Główne lodowce wyprowadzające to: Sátujökull i llviðrajökull na północy, Þjórsárjökull (najdłuższy – o długości 19 km ), Háöldujökull, Klakksjökull na wschodzie, Múlajökull, Rótarjökull, Nauthagajökull i Blautukvíslarjökull na południu oraz Blágnípujökull, Blöndujökull i Kvíslajökull na zachodzie. Pięć z nich to tzw. lodowce szarżujące (ang. surge-type glaciers).
Średnia grubość lodowca wynosi 215 m, a maksymalna grubość lodu – 750 m w środku wypełnionej lodem kaldery wulkanicznej położonej na zachód od szczytu pokrywy lodowej. Z lodowca wypływa wiele rzek , m.in. Héraðsvötn, Þjórsá (najdłuższa rzeka na wyspie – 230 km długości), Ölfusá i Blanda.
Pierwsze badania lodowca przeprowadzono w 1932 roku, kolejne w latach 50. XX w.  W 1937 roku zmapowano po raz pierwszy obszar Hofsjökull . Od 1988 roku co roku mierzone są zmiany w masie lodowca . W okresie 1988–2003 zaobserwowano, że główna czapa lodowa zmniejszyła się o ok. 3–4 m. Od 1995 roku rejestrowane jest cofanie się wszystkich lodowców wyprowadzających, a w latach 1986–2003 całkowita powierzchnia pokrywy lodowej zmniejszyła się o około 3,5%. Jeśli zgodnie z projekcjami temperatura powietrza będzie rosła do 2100 roku w tempie 0,18°C na dekadę a później w tempie 0,25°C, powierzchnia lodowca skurczy się i w 2050 roku będzie wynosić 70% obecnej, w roku 2100 – 50% a w roku 2150 – 20% . Pod koniec XXII w. lód zachowa się jedynie w kalderze, po czym również zaniknie .  

### System wulkaniczny
Pod powierzchnią lodowca znajduje się wygasły subglacjalny system wulkaniczny Hofsjökull z dwoma wulkanami centralnymi: Hofsjökull (1765 m n.p.m.) i położonym na południowym zachodzie wulkanem Kerlingarfjöll (1488 m n.p.m.).